# AS Police (Niger)
Die Association Sportive de la Police Nationaley, auch als Association Sportive Police oder AS Police bekannt, ist ein nigrischer Fußballklub mit Sitz in der Hauptstadt Niamey. Aktuell spielt der Verein in der ersten Liga.

## Geschichte
Der Verein wurde 1993 gegründet. Gesponsort wird der Verein von der National Police of Niger. 2008  feierte der Verein die Meisterschaft und den Pokalsieg.

## Erfolge
- Nigrischer Meister: 2008
- Nigrischer Pokalsieger: 2008

## Stadion

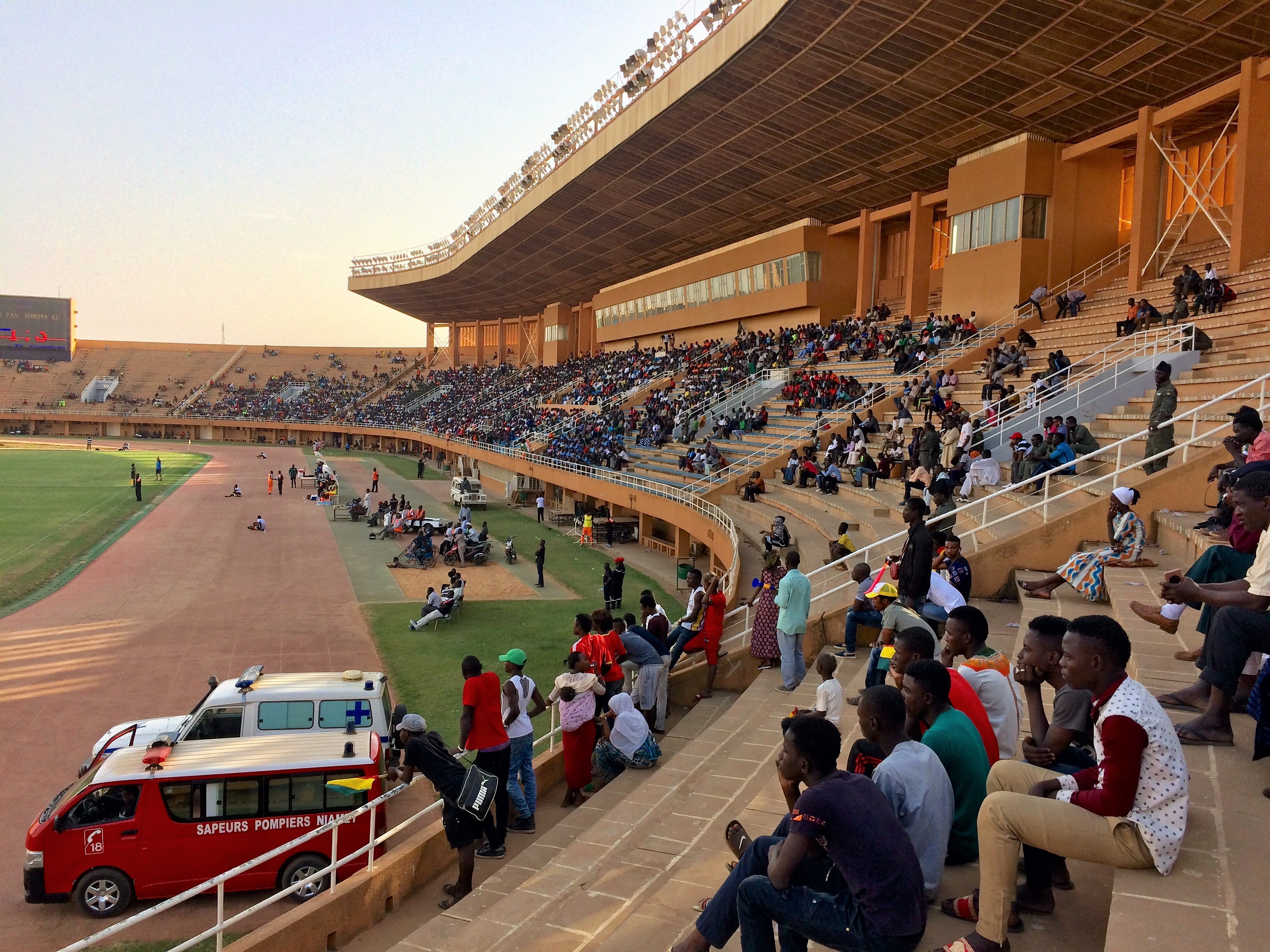
General-Seyni-Kountché-Stadion

Der Verein trägt seine Heimspiele im General-Seyni-Kountché-Stadion in Niamey aus. Das Stadion hat ein Fassungsvermögen von 35.000 Personen.

## Statistik in den CAF-Wettbewerben
| Jahr    | Wettbewerb            | Runde       |
| ------- | --------------------- | ----------- |
| 2009    | CAF Champions League  | Vorrunde    |
| 2021/22 | CAF Confederation Cup | Erste Runde |